# یواس‌اس باکسر (ال‌اچ‌دی-۴)
یواِس‌اِس باکسِر (اِل‌اِچ‌دی-۴) (به انگلیسی: USS Boxer (LHD-4)) یک کشتی جنگی آمریکایی با قابلیت حمل بالگرد است که طول آن ۸۴۴ فوت (۲۵۷ متر) می‌باشد. این کشتی در سال ۱۹۹۳ ساخته شد.